# Christelle Lheureux
 (septembre 2021).
Il peut être nécessaire de l'améliorer pour respecter le principe de neutralité de point de vue. Veuillez consulter la page de discussion pour plus de détails.

Christelle Lheureux est une artiste, scénariste et cinéaste française, née en novembre 1972 à Bolbec (France).
Elle est représentée par la galerie Artericambi (Italie), la galerie Blancpain (Genève) et produit ses films avec Les films des lucioles, Christmas in July, Kidam et Bathysphere productions.

## Biographie
Christelle Lheureux étudie aux universités d'Amiens et de Paris 8, aux Beaux-Arts de Grenoble puis Le Fresnoy-Studio national des arts contemporains. Elle enseigne avec Ange Leccia au Pavillon Palais de Tokyo. Depuis 2006, elle est chargée de cours à la Haute école d'art et design de Genève (HEAD), où elle a été responsable de l'organisation d'ateliers cinéma (invités :  Apichatpong Weerasethakul, Raya Martin (réalisateur philippin), Miguel Gomes (réalisateur portugais), Albert Serra (réalisateur catalan), Dominique Auvray (monteuse française), Dominique Marchais (réalisateur français), Sébastien Betbeder (réalisateur français), Cyril Neyrat  (critique de cinéma français). Elle enseigne actuellement dans l'option Information/Fiction de la HEAD.
Elle réalise des installations vidéo depuis 1998 qu'elle présente dans des expositions internationales d'art contemporain : 
- Grand Palais
- Palais de Tokyo
- Traversées, Musée d'art moderne de la ville de Paris, 2001[5]
- Castello di Rivoli en Italie
- MAMCO à Genève
- Die Appel à Amsterdam
- Pusan Biennale, 2004 et Art Sonje en Corée du Sud,
- Hiroshima Art Document au Japon

Son travail d’artiste intègre de nombreuses collections : 
- Centre national d'art et de culture Georges-Pompidou[3]
- Centre national des arts plastiques
- Fonds national d'Art Contemporain
- collection Giorgio Fasol
- Francesco Pandian

Elle réalise plusieurs résidences en Asie - Villa Kujoyama au Japon, Cité Siam à Bangkok, Saigon Open City à Saigon - et collabore selon ses projets avec d'autres artistes, cinéastes, architectes ou écrivains, dont le cinéaste thaï Apichatpong Weerasethakul, l'architecte suisse Philippe Rahm (Architecture invisible, 2005), le cinéaste Sébastien Betbeder et l'écrivain Christophe Fiat.
Plus récemment, son travail se développe dans le champ du cinéma à travers la réalisation de films courts qu'elle présente dans des festivals de cinéma : 
- BAFICI - Festival international du cinéma indépendant de Buenos Aires, 2010[7],[8] 2014
- IFFR - Festival international du film de Rotterdam 2008, 2009, 2012
- Festival Entre vues à Belfort
- Festival Côté Court de Pantin, 2007, 2008, 2009, 2012 (grand prix fiction), 2014, 2015 (prix du jury et prix de la presse fiction) [9]
- Festival du moyen métrage de Brive, 2008, 2009, 2012, 2015
- Visions du réel à Nyon, 2006[10]
- BEFF Bangkok, 2006, 2009, 2012
- International film festival Indie Lisboa, 2009, 2010, 2012, 2015
- Cinéma du réel[9]

En 2008, elle est jury fiction au festival Entrevues de Belfort, et jury des courts-métrages argentins au BAFICI en 2010.
En 2009, elle est présente à la 64e édition du Festival d'Avignon pour une carte banche autour de son projet « L'expérience préhistorique »,, présentée en 2007 à la Cinémathèque québécoise dans le cadre du Mois de la Photo à Montréal, alliant cinéma, performance et installation vidéo, pour trois créations en collaboration avec Marie Darrieussecq, Wajdi Mouawad et Christophe Fiat.
Elle collabore au comité de rédaction d'Independencia.

## Filmographie et installations vidéo
- Buyer Winner, installation de trois vidéos de 3 min, 1998.
- Maga Croon, chansons et installation sonore, EP de 4 chansons, 1998.
- Un film pour penser à d’autres, court métrage et installation vidéo, 26 min, 2000[18]
- Ville Vinyle, installation architecturale à vidéo multiples, Musée d'art moderne de la ville de Paris, 2001.
- Kuala, court-métrage et installation vidéo, 26 min, 2001[19]
- Edith Room, film installation performance collective avec Dominique Gonzalez-Foerster, Le Fresnoy, 2001.
- Djiins, film collectif, Le Pavillon Palais de Tokyo, 2001.
- Théo, court-métrage, 2002, coréalisation avec Julien Loustau[20]
- Bingo Show, court-métrage et installation vidéo, 2002 (Prix Jeunes créateurs du Département de l'instruction publique de l'État de Genève)[21]
- Alexander, court-métrage installation, 24 min, 2002.
- Second Love in Hong Kong, court-métrage et installation vidéo, 30 min, 2002, coréalisé avec Apichatpong Weerasethakul
- L'expérience préhistorique, film-performance-installation à récits variables, 2003-2004[22]. Versions réalisées avec Midori Sawato (version japonaise), Christophe Fiat (version française), Jeon-Seoung Hwan (version coréenne), Oscar van den Boogaards (version flamande), Piersandro Pallavicini (version italienne), Prabda Yoon (version thaïlandaise), Ly Hoang Ly (version vietnamienne), Wajdi Mouawad (version québécoise) et Marie Darrieussecq (version française).
- La rivière des 9 dragons, court-métrage et installation réalisé en collaboration avec Jean-Luc Vilmouth, 30 min, 2003.
- Des après-midi différés, film lumineux et installation en collaboration avec Philippe Rahm, 8h, 2003.
- A carp jumps in his mind, court-métrage, 33 min, 2005
- La fille et le garçon, installation vidéo à écrans et versions multiples, 2005.
- Ghost of Asia, court-métrage et installation vidéo, 9 min, 2005, coréalisé avec Apichatpong Weerasethakul pour le projet Tsunami Digital Short Films du Festival mondial du film de Bangkok, 2005[23]
- Je cherche en moi ce qui n'est pas moi, documentaire tv, avec la chorégraphe portugaise Vera Mantero, 26 min, 2006.
- Water Buffalo, court métrage, 33 min, 2007
- Non ricordo il titolo, court métrage et installation vidéo, 51 min, 2008
- Un sourire malicieux éclaire son visage (A mischievous smile lights up her face), film installation, 2009 (Clémentine Poidatz actrice) et  (Adrien Michaux acteur)
- Toutes les montagnes se ressemblent, court métrage, 12 min, 2009, coréalisation avec Sébastien Betbeder, avec (Adrien Michaux acteur), (Manuel Vallade acteur) et (Clémentine Poidatz actrice)
- La Maladie blanche, 42 min, 2011 (avec Manuel Vallade, Myrtille Bonnenfant et les villageois d'Argut-Dessus). Première en compétition française au Festival international de cinéma de Marseille 2011. Sélections officielles au Festival du nouveau cinéma de Montréal 2011, Festival mondial du film de Bangkok, Valdivia international film festival 2011, Festival international du film de Rotterdam 2012, BAFICI Buenos Aires 2012, Grand Prix 2012 au Festival Côté Court de Pantin.
- Madeleine et les deux Apaches, 30 min, 2014. (avec Clémentine Beaugrand, Thomas Blanchard, Marie Rivière, Sakda Kaewbuadee[24], Clémentine Poidatz et Myrtille Bonnenfant). Produit par Les films des lucioles et bathysphere productions. Première en compétition fiction au Festival Côté Court de Pantin 2014. Compétition internationale au B.A.FI.C.I Buenos Aires, Argentine.
- La terre penche, 53 min, super 16 mm, 2015. Avec Thomas Blanchard, Laetitia Spigarelli, Sakda Kaewbuadee[24], Christine Pignet, Damien Bonnard, produit par bathysphere productions. Prix du scénario (Festival Européen de moyen-métrage de Brive 2014), Prix spécial du jury et prix de la presse (Festival Côté Court de Pantin 2015). Compétition internationale au FIC Valdivia, Chili 2015. Nomination au César sur meilleur court métrage 2016.
- 80 000 ans, 28 min, fiction en 2 écrans, 2020. Avec Laetitia Spigarelli, Aurélien Gabrielli, Andy Gillet et Inès Berdugo. Produit par Les films des lucioles et Kidam. Première au festival Côté Court de Pantin, compétition fiction juin 2020, PRIX DE LA PRESSE. Compétition internationale Ammondo Tiger Short, Rotterdam international film festival 2021

Elle prépare actuellement Le vent des crocodiles, long métrage en développement avec Christmas in July, et un moyen métrage en Thaïlande, co-écrit avec Laetitia Spigarelli, produit par Kidam[réf. nécessaire].

## Publications
- 2016 - Monographie à venir, éditions Adera.
- 2003 - Que des mensonges, 150 pages, OneStar Press[25]
- 2000 - Un film pour penser à d'autres, DVD et livre, Le Fresnoy